# The Sciences
The Sciences è il quarto album in studio del gruppo musicale statunitense Sleep, pubblicato il 20 aprile 2018. L'album segna il ritorno del gruppo dopo 15 anni da Dopesmoker.

## Tracce
1. The Sciences – 3:04
2. Marijuanaut's Theme – 6:40
3. Sonic Titan – 12:27
4. Antarcticans Thawed – 14:23
5. Giza Butler – 10:03
6. The Botanist – 6:27

Durata totale: 53:04

## Formazione
- Al Cisneros – voce, basso
- Matt Pike – chitarra elettrica
- Jason Roeder – batteria